# 安間繁樹
安間 繁樹（やすま しげき、1944年 -）は、日本の動物生態学者。農学博士。世界自然保護連合種保存委員会（IUCN・SSC）ネコ専門家グループ委員。熱帯野鼠対策委員会常任委員。公益法人平岡環境科学研究所監事。日本山岳会会員。

## 人物
中国・内モンゴル自治区で生まれる。清水東高校を卒業後、早稲田大学法学部に進学。その後、早稲田大学教育学部理学科生物専修課程を卒業。東京大学大学院農学系研究科に進み、哺乳動物生態学を専攻する。若いころから琉球列島に興味を持ち、大学院在籍時よりイリオモテヤマネコの研究調査をはじめ、西表島に移住。イリオモテヤマネコの直接観察という手法にこだわり、世界ではじめてイリオモテヤマネコの動画撮影に成功するなど数々の成果を挙げる。
1985年より国際協力機構（JICA）の専門家としてボルネオ島に赴任。インドネシアのカリマンタン、ブルネイ、マレーシアのサバに15年間にわたって居住。動物調査及び若手研究者の育成に携わる。西表島およびボルネオ島の自然と人々の営みを、あるがままに記録し続けることを文字どおりのライフワークとしている。市川市民文化ユネスコ賞受賞（2004年）、秩父宮記念山岳賞受賞（2019年）。

## 著書
琉球列島関係
- 『秘境探検 西表島踏破行』（あっぷる出版社）
- 『南島探検 西表島の沢を歩きつくす』（あっぷる出版社）
- 『西表島探検 亜熱帯の森をゆく』（あっぷる出版社）
- 『動物が 好き！　イリオモテヤマネコをとおしてみえたこと』（福音館書店）
- 『イリオモテヤマネコ 狩りの行動学』（あっぷる出版社）
- 『ネイチャーツアー西表島』（東海大学出版会）
- 『琉球列島―生物の多様性と列島のおいたち』（東海大学出版会）
- 『西表島自然誌』（晶文社）
- 『石垣島自然誌』（晶文社）
- 『マヤランド西表島』（新星図書）
- 『野生のイリオモテヤマネコ』（汐文社）
- 『やまねこカナの冒険』（ポプラ社）
- 『闇の王者イリオモテヤマネコ』（ポプラ社）

ボルネオ島関係
- 『失われゆく民俗の記録』（自由ヶ丘学園出版部）
- 『ボルネオ島アニマル・ウォッチングガイド』（文一総合出版）
- 『ボルネオ島最奥地をゆく』（晶文社）
- 『カリマンタンの動物たち』（日経サイエンス社）
- 『キナバル山　ボルネオに生きる 自然と人と』（東海大学出版会）
- 『熱帯雨林の動物たち』（築地書館）

その他
- 『ヤスマくん、立ってなさい』（講談社）
- 『アニマル・ウォッチング』（晶文社）

## 出演
テレビ番組
- 世界がザワついた（秘）映像 ビートたけしの知らないニュース （テレビ朝日系列)
- 感動地球スペシャル 中川翔子ボルネオ紀行〜熱帯ジャングルと幻の象〜 (フジテレビ系列)